# Catherine Meurisse

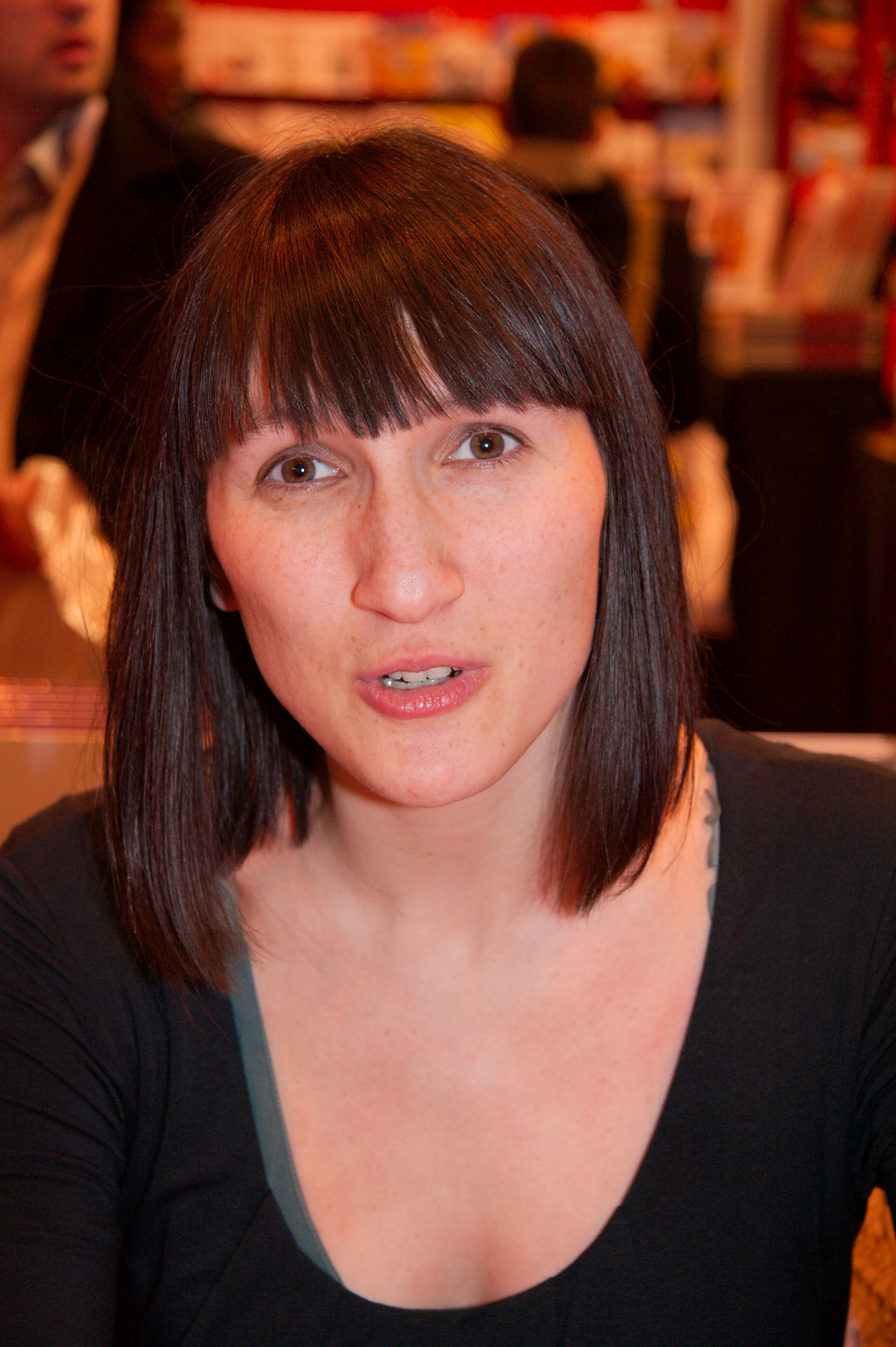
Catherine Meurisse (2008)

Catherine Meurisse (* 8. Februar 1980 in Niort, Deux-Sèvres) ist eine französische Karikaturistin, Cartoonistin und Autorin von Graphic Novels. Sie war bis 2016 die einzige Zeichnerin bei Charlie Hebdo und wurde 2020 als erste Comickünstlerin in die Académie des Beaux-Arts aufgenommen.

## Leben
Meurisse studierte Französisch und Literatur in Poitiers sowie Illustration an der Ecole nationale supérieure des Arts décoratifs in Paris.
Seit 2001 arbeitete sie für die Satirezeitschrift Charlie Hebdo. Dort habe man sich u. a. an Vorbildern wie Daumier, Töpffer, Gavarni und Grandville orientiert: „Cabu ne parlait que de Daumier!“, Cabu habe von nichts anderem als Daumier gesprochen, erinnert sich die Redaktionskollegin. Dem Terroranschlag 2015 war Meurisse durch Zufall entgangen. So wie ihr Kollege Luz sei sie am 7. Januar mit Verspätung am Redaktionssitz eingetroffen: „Bei Nachbarn versteckt, hörten sie die 34 Schüsse der Terroristen“. Nach dem Anschlag arbeitete sie ein weiteres Jahr bei Charlie Hebdo, 2016 kündigte sie. Einer ihrer letzten Beiträge war 2015 eine Woche nach dem Attentat in der sogenannten „numéro des survivants“ („Ausgabe der Überlebenden“) erschienen. Meurisse zeichnete einen Strip zur Erinnerung an Elsa Cayat: Une séance avec Elsa Cayat, la psy de Charlie beginnt mit dem typischen Szenario einer psychoanalytischen Sitzung, der Klient auf der Couch berichtet von einem Traum: „J'ai rêvé que je tuais Charlie Hebdo.“ „Die Zeichnung, die ich für die Ausgabe gemacht habe“, so Meurisse zwei Jahre später zurückblickend, „war eine Zeichnung des Überlebens, ein Reflex. Ich wollte damit zeigen, dass ich nicht unter den Ermordeten war.“
Auch in Libération und Le Nouvel Observateur hatte sie Karikaturen und Zeichnungen veröffentlicht. In einem Interview im Tagesspiegel erklärte sie 2019, sie habe „mit der politischen Karikatur abgeschlossen“. Sie wolle „anders arbeiten, weniger unter Zeitdruck“, der Rhythmus der Arbeit an Comics in Buchform sei langsamer, „vergleichbar mit literarischem Arbeiten“. Nur noch gelegentlich mache sie „kürzere, witzige Comicstrips, etwa für ein sehr gutes französisches Philosophie-Magazin“. 2018 war Catherine Meurisse Stipendiatin der Villa Kujoyama in Kyoto.

## Publikationsgeschichte
Meurisses erste eigene Veröffentlichung erschien 2004 beim Independent-Verlag Drozophile in Genf – Causeries sur Delacroix war ihre Abschlussarbeit aus dem Kunststudium in Paris. Die Autorin bezog sich darin auf Alexandre Dumas’ Causerie anlässlich der Retrospektive ein Jahr nach dem Tod von Eugène Delacroix. Für eine Neuausgabe 2019 bei Dargaud, ihrem aktuellen Verlag, unterzog Meurisse, die inzwischen über Erfahrung sowohl im künstlerischen Schaffen als auch im Publizieren verfügte, ihre „travail de jeunesse“ einem intensiven Prozess: Sie zeichnete teilweise neu, arbeitete in Farbe und mit, laut Selbstauskunft, „un peu de maturité“, ein bisschen Reife. Cynthia Rose (The Comics Journal) urteilte, das Ergebnis sei eine Demonstration des Potentials der Neunten Kunst. Meurisse gelinge ein reichhaltiges Porträt zweier Freunde und einer Ära, nicht zuletzt zeichne die Autorin die Geschichte von Delacroix’ La Liberté guidant le peuple nach. „Atemberaubend“ sei dieses Album hinsichtlich „visual freedom, […] ingenuity of its montage – and its delicate beauty“. Die Rezensentin schließt mit Verweis auf die Komik („But I may have buried the lead: it’s hilarious“).
In deutscher Übersetzung erschienen bisher (Stand 2022) Die Leichtigkeit (2016), Olympia in Love. Eine Komödie in 50 Gemälden (2018), Weites Land (2019) und Nami und das Meer (2022), letzteres eine Hommage an Hokusai, entstanden während Meurisses Zeit als Artist in Residence in Japan. Im Deutschlandfunk Kultur äußerte sich Gesa Ufer anerkennend über Catherine Meurisse: Ihre Bücher, so die Kritikerin, die sich von Meurisses Figuren an Der kleine Nick erinnert fühlt, „gehen immer sehr in die Tiefe“ und seien voller Bezüge auf Literatur und Kunst. „Aber jedes Mal, wenn es pathetisch werden könnte, blitzt wieder so ein guter, anarchischer Witz durch.“ Die Anstrengungen, ein Album wie Olympia in Love für ein Publikum im deutschen Sprachraum zu übersetzen, schilderte Ulrich Pröfrock: „Die Anspielungen beziehen sich auf französische Filmklassiker, Kunst und Literatur.“ Auch auf „Schulwissen“ greife Meurisse dabei zurück, etwa „auf ein populäres Gedicht von Victor Hugo über Napoleon, das aber in Deutschland kaum jemand kennt“.
Neben den in Bild und Text eigenständig verantworteten Werken kooperierte die Zeichnerin wiederholt mit Autoren, etwa mit Oscar Brenifier oder Didier Lévy. Gemeinsam mit der Szenaristin Julie Birmant schuf sie die dokumentarische Biografiensammlung Drôles de femmes: Die beiden Autorinnen versammeln Künstlerinnen unterschiedlicher Generationen, als deren „métier“ sie den Humor bezeichnen. – hauptsächlich Schauspielerinnen aus dem komischen Fach, aber auch die Schriftstellerin Amélie Nothomb sowie Meurisses Fachkolleginnen Claire Bretécher und Florence Cestac.
Darüber hinaus profilierte sich Meurisse als Illustratorin auf dem Gebiet der Belletristik und der Enzyklopädie: 2009 brachte Gallimard eine Neuausgabe von Zazie dans le métro (Raymond Queneau, Catherine Meurisse) heraus, 2010 war sie einer jener Künstler, welche die Jubiläumsausgabe des Petit Larousse bebilderten.
Eine Retrospektive im Cartoonmuseum Basel zeigte erstmals im deutschen Sprachraum Originalzeichnungen aus allen Werken der Künstlerin bis zu ihrem jüngsten Buch La jeune femme et la mer.

## Veröffentlichungen
- Causeries sur Delacroix. Drozophile Quiquandquoi, Genève, 2004
- Mes hommes de lettres. Sarcabane, Paris, 2008, ISBN 978-2-84865-233-7
- mit Fabrice Nicolino (Text): Ma tata Thérèse. Sarcabane, Paris, 2012, ISBN 978-2-84865-489-8
- La Légèreté. Dargaud, Paris, 2016, ISBN 978-2-205-07566-3
- Scènes de la vie hormonale. Dargaud, Paris, 2016, ISBN 978-2-205-07598-4
- Les Grands Espaces. Dargaud, Paris, 2018, ISBN 978-2-205-07450-5
- Delacroix. Dargaud, Paris, 2019, ISBN 978-2-205-08287-6
- Le pont des arts. Sarcabane, Paris, 2019, ISBN 978-2-37731-254-2
- mit Julie Birmant (Text): Drôles de femmes. Dargaud, Paris, 2019, ISBN 978-2-205-08286-9
- Coffret Catherine Meurisse. Sarcabane, Paris, 2020, ISBN 978-2-37731-510-9
- mit Didier Lévy (Text): Elza. C’est quand tu veux Cupidon. Sarcabane, Paris, 2020, ISBN 978-2-37731-390-7
- Moderne Olympia. Futuropolis, Musée d’Orsay, 2020, ISBN 978-2-7548-3105-5
- La jeune femme et la mer. Roman graphique. Dargaud, Paris, 2021, ISBN 978-2-205-08969-1
- Humaine trop humaine. Roman graphique. Dargaud, Paris, 2022, ISBN 978-2-205-08512-9

### In deutscher Übersetzung
- mit Oscar Brenifier (Text): Glück – was ist das? Boje, Köln, 2010, ISBN 978-3-414-82302-1
- Die Leichtigkeit. Mit einem Vorwort von Philippe Lançon, Carlsen, Hamburg, 2016, ISBN 978-3-551-73424-2
- Olympia in Love. Eine Komödie in 50 Gemälden. Aus dem Französischen von Ulrich Pröfrock, mit einem Nachwort von Dietmar Dath, Reprodukt, Berlin, 2018, ISBN 978-3-95640-162-6
- Weites Land. Aus dem Französischen von Ulrich Pröfrock, Carlsen, Hamburg, 2019, ISBN 978-3-551-73427-3
- mit Didier Lévy (Text): Elza. Aus dem Französischen von Ulrich Pröfrock, Carlsen, Hamburg, 2021, ISBN 978-3-551-78593-0
- Nami und das Meer. Aus dem Französischen von Ulrich Pröfrock, Carlsen, Hamburg, 2022, ISBN 978-3-551-76388-4.
- Allzumenschliches. Aus dem Französischen von Lilian Pithan, Carlsen, Hamburg, 2024,  ISBN 978-3-551-73099-2.

## Ausstellungen (Auswahl)
- 2020: Catherine Meurisse. La vie en dessin, Centre Pompidou, Paris[17]
- 2021/22: Catherine Meurisse. L’Humour au sérieux, Cartoonmuseum Basel[18]
- 2022: Catherine Meurisse »Kunst (und Comic)«, Mom Art Space, Hamburg[19]
- 2023: Catherine Meurisse. Une place à soi, Museum Tomi Ungerer, Straßburg[20]

## Auszeichnungen (Auswahl)
- 2019: Erster Platz der Comic-Bestenliste vom Börsenblatt für Weites Land[21]
- 2021: Grand Prix Töpffer de la bande dessinée[22]